# Joseph Ortiz

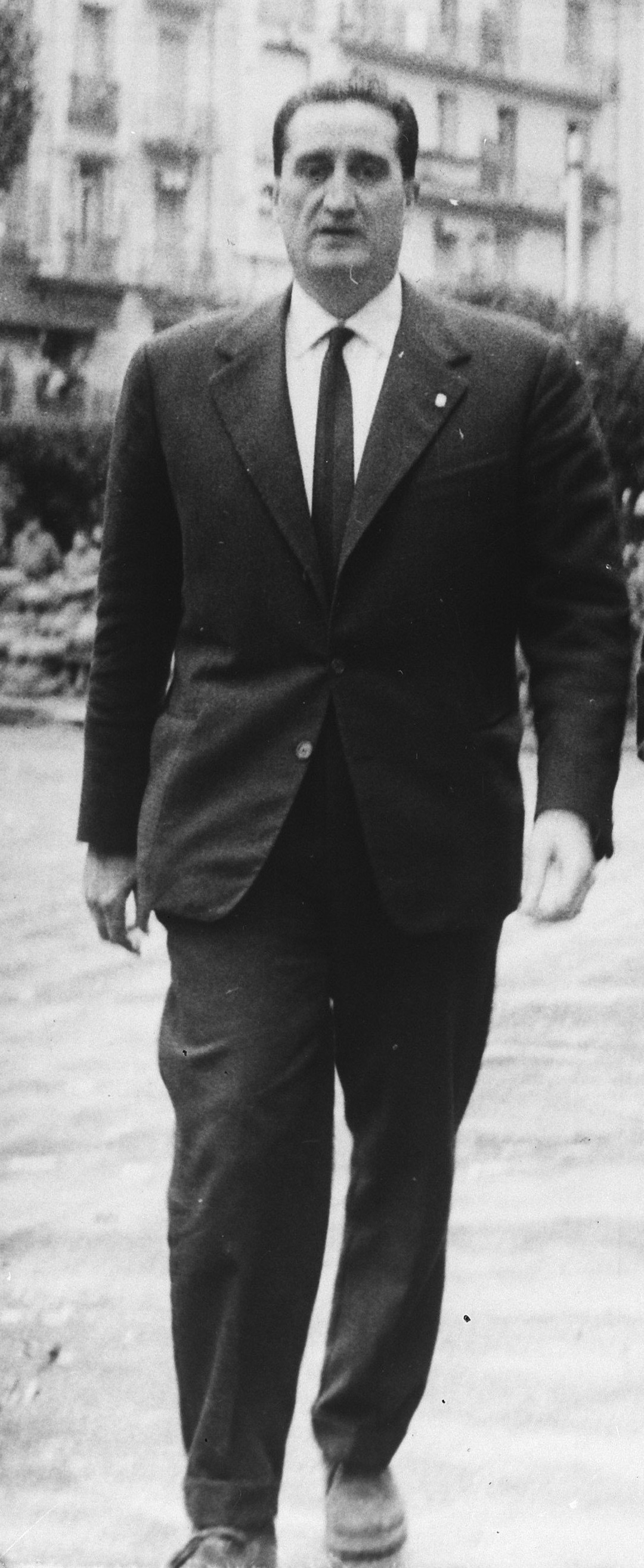
Joseph Ortiz (1960)

Joseph „Jo“ Ortiz (* 4. April 1917 in Guyotville, Französisch-Algerien; † 15. Februar 1995 in Toulon) war ein französischer politischer Aktivist, der sich in verschiedenen Organisationen gewaltsam gegen die Unabhängigkeit Algeriens einsetzte. Er gehörte zu den Aufrührern des journée des barricades („Tag der Barrikaden“) am 24. Januar 1960 in Algerien und war Gründer der Untergrundbewegung Front national français (F.N.F.). Später war er ein wichtiges Mitglied der Organisation de l’armée secrète (OAS).

## Leben
Ortiz gehörte zu den sogenannten Pied-noir, war aber ein Sohn spanischer Eltern. Sein Vater war im Ersten Weltkrieg gefallen. Ortiz hatte als Soldat in der Armee gedient und war 1940 gefangen genommen worden. Als er entkommen konnte, schloss er sich der freien französischen Armee an. Nach dem Ende des Krieges betrieb er in Bab-el-Oued im Zentrum von Algier die „Brasserie du Forum“ und war in dieser Zeit auch unter dem Namen „Cafetier“ bekannt. Er war ein wohlhabender Mann und der Schwiegersohn eines Hoteliers. 1954 trat er der „UDCA“ bei, einer von Pierre Poujade geschaffenen Bewegung zur Verteidigung von Händlern und Handwerkern. Er engagierte sich in rechtsextremen Kreisen und wurde zu einem militanten Anhänger des Erhalts der Algérie française.
Am 6. Februar 1956 war er an den Zwischenfällen gegen den neuen französischen Premierminister Guy Mollet beteiligt und lieferte die Tomaten, mit denen Mollet bei seinem Besuch in Algier beworfen wurde. Daher wurde er auch „König der Tomaten“ genannt. Ihm wird die Planung und Durchführung des Attentats am 16. Januar 1957 gegen den algerischen General Raoul Salan, Kommandant der 10. Militärregion und der Armeen in Algier, vorgeworfen. Außerdem war er in den Aufstand am 13. Mai 1958 in Algier verwickelt, den er als erfolgreichen Anfang für seine Pläne ansah. Aber Charles de Gaulle hatte andere Pläne. 1959 gründete Ortiz die französisch Front national français ‚französische Nationalfront‘ in Algerien und beteiligte sich gemeinsam mit den Abgeordneten Pierre Lagaillarde, Guy Forzy und Jean-Baptiste Biaggi und dem Studenten Jean-Jacques Susini am Aufstand (journée des barricades) am 24. Januar 1960 mit der Errichtung von Barrikaden, die als Startsignal für den allgemeinen Aufstand gegen Charles de Gaulle in Algier gedacht waren. Aus dem französisch-algerischen wurde ein französisch-französischer Konflikt. Unterstützt wurde sein Vorhaben sowohl von Zivilisten als auch von einigen Militärs. Daher erhielt Ortiz den Beinamen französisch l’homme des barricades ‚der Mann der Barrikaden‘.
Die Gendarmerie griff die schwer bewaffneten Stellungen an und es wurde 14 Menschen getötet und viele verwundet. Da weitere Angriffe ausblieben, wähnte sich Ortiz am Ziel. Die Armee machte jedoch keine Anstalten, ihn zu unterstützen und auch in Frankreich fand er kaum Unterstützung. Daher floh er enttäuscht nach Spanien. Hier war er für einige Monate auf den Kanaren interniert und wurde im Juli 1962 ermächtigt, auf den Balearen zu wohnen. In Madrid wurde zudem aus den verschiedenen Untergrundorganisationen unter der Leitung von Pierre Lagaillarde die Organisation de l’armée secrète gebildet. Im Exil setzte Ortiz seine Aktivitäten fort. Im November 1960 verteilte er eine Proklamation über Algerien, in der die Bildung einer sechsten Republik angekündigt wurde. Er gründete eine antikommunistische Mittelmeerunion und schuf und leitete im Januar 1961 eine französisch gouvernement provisoire pour l'Algérie française et le Sahara ‚provisorische Regierung für Französisch-Algerien und die Sahara‘. Als leitendes Mitglied der OAS in Frankreich wurde er auch für mehrere Angriffe der Organisation im Südwesten Frankreichs verantwortlich gemacht, im Jahr 1961 in Abwesenheit zum Tode verurteilt und lebte im Untergrund. 1968, im Zuge einer Amnestie begnadigt, zog er nach Toulon. Er engagierte sich dort politisch in der extremen Rechten. Er verfolgte aber weiterhin das Ziel die Algerien lebenden Franzosen zu organisieren. Zu diesem Zweck erwarb er eigens eine Zeitung. Er ließ sich im Département Var nieder. Zuletzt widmete er sich dem Bau eines Denkmals in Théoule-sur-Mer in Südfrankreich zur Erinnerung an diesen Teil der französischen Nation.

## Veröffentlichungen (Auswahl)
- Mes combats: carnets de route, 1954–1962. La pensée moderne, Paris 1964, OCLC 902568677 (französisch).
- Mon combat pour l’Algérie française. J. Curutchet, Hélette 1998, ISBN 2-904348-88-3 (französisch).